# Ryan O'Donohue
Ryan Sean O'Donohue (Pomona, 26 aprile 1984) è un attore e doppiatore statunitense.

## Biografia
Nasce a Pomona in California il 26 aprile del 1984 da Anita Lynne Rultenberg e Sean Patrick O'Donohue.
Lavora nella Comunità Teatrale sin da quando aveva 9 anni.
Nel giugno del 2004 ha sposato Veronica Faye Dean da cui ha avuto una figlia, Hazel, nata nel dicembre dello stesso anno.

## Filmografia parziale

### Attore

#### Televisione
- I Robinson di Beverly Hills (Beverly Hills Family Robinson), regia di Troy Miller – film TV (1997)

## Doppiaggio
- Toy Story - Il mondo dei giocattoli (1995)
- Il re leone II - Il regno di Simba (1998)
- A Bug's Life - Megaminimondo (1998)
- Il gigante di ferro (1999)